# Camaroptera
Camaroptera là một chi chim trong họ Cisticolidae.